# خایس فان هوکه
خایس فان هوکه (انگلیسی: Gijs Van Hoecke؛ زادهٔ ۱۲ نوامبر ۱۹۹۱) دوچرخه‌سوار اهل بلژیک است.
از باشگاه‌هایی که در آن بازی کرده‌است می‌توان به اسپورت فلاندر-بالوزه و تیم لوتوان‌ال–یومبو اشاره کرد.
وی در مسابقات کشوری و بین‌المللی در مجموع برندهٔ ۱ مدال طلا، ۱ مدال برنز شده‌است.